# Catapult (band)
Catapult was een Nederlandse muziekgroep, die haar bekendheid voornamelijk verkreeg door een aantal singles in de jaren '70.

## Geschiedenis
De band ontstond tijdens een vakantie in 1973 in Lloret de Mar, toen een aantal musici uit Leiden en Katwijk besloot samen een nieuwe band te starten. Zij speelden al in wisselende samenstellingen in Axis Purple (Leiden) en Oriental Garden (Katwijk). De basis werd gevormd door Aart Mol, Cees Bergman, Erwin van Prehn en Geertjan Hessing. Michael Eschauzier vulde de groep aan op toetsinstrumenten. De musici wilden beroeps worden en zegden hun baantjes op of verlieten hun opleiding. De band kwam in de belangstelling te staan van ex-Golden Earringlid Jaap Eggermont, die hun aanraadde glamrock te gaan spelen, een indertijd populaire muziekstroming met succesvolle artiesten als Suzi Quatro, Alvin Stardust, The Sweet en Mud. Barry Hay kwam met de naam Catapult. In september 1973 werd Catapult daadwerkelijk opgericht. Op 23 november 1973 volgde het eerste optreden, met Golden Earring, in een sporthal in Maassluis. Wim T. Schippers ontwierp het logo van de band.
Samen met Eggermont werkte de band in de Phonogram Studio te Hilversum aan hun eerste single Hit the big time, een nummer dat refereert aan hun begin in Spanje. Vlak na de release van de single verliet Eschauzier de band en werd hij vervangen door Elmer Veerhoff. Een aantal succesvolle singles binnen het genre glamrock besteeg de Nederlandse (en soms ook Belgische) hitparades. Live speelde de band naast glamrock ook hardrock en dat bracht meer volk op de been dan gillende meisjes. Zaaleigenaren werden een beetje huiverig voor de band. Catapult verhuisde naar België en kreeg succes binnen West-Europa. Midden jaren zeventig begon het tij te keren. De glamrock-stroming zakte weg en de verkopen van singles van Catapult droogden op. De groep zag het zelf al aankomen; de single Here we go was het laatste nummer dat de hitparades haalde. Na een optreden op 23 december 1979 in Beervelde was het afgelopen.
De musici zelf gingen verder met hun eigen geluidsstudio en gaven muziek uit onder allerlei artiestennamen. Onder productiemaatschappij Cat Music werd diverse muziekgenres beoefend: The Monotones (met de hit 'Mono', negen weken in de Nederlandse Top 40) speelde new wave. Grootse bekendheid kreeg een geinband Rubberen Robbie, die een nummer 1-hit haalde met De Nederlandse sterre die strale overal!, een parodie op het Stars on 45-project van Jaap Eggermont.
In al die jaren leverde Catapult maar één studioalbum af.
Ook schreven ze muziek voor andere artiesten zoals voor Lia Velasco met 5:05 PM (Another Fridaynight),The Surfers, Picture (jazzrock) en Tower.
Het uiterlijk van de bandleden in glamrock stijl met lang geblondeerd haar was opvallend. Zanger Cees Bergman vertelde als gast in een aflevering van Toppop Yeah hoeveel moeite dat kostte om zijn kapsel zo te krijgen. Bergman overleed in 2017 op 65-jarige leeftijd aan alvleesklierkanker.
Gitarist Erwin van Prehn overleed in 2018 op 68-jarige leeftijd.

## Discografie
- Zie ook discografie Rubberen Robbie.
- Zie ook discografie The Monotones.

### Albums
| Album met eventuele hitnotering(en) in de Nederlandse Album Top 100 | Datum van verschijnen | Datum van binnenkomst | Hoogste positie | Aantal weken | Opmerkingen   |
| ------------------------------------------------------------------- | --------------------- | --------------------- | --------------- | ------------ | ------------- |
| Catapult                                                            | 1974                  | -                     |                 |              |               |
| Catapult (Grootste hits)                                            | 1976                  | -                     |                 |              | Verzamelalbum |
| The single collection                                               | 1996                  | -                     |                 |              | Verzamelalbum |

### Singles
| Single met eventuele hitnotering(en) in de Nederlandse Top 40 | Datum van verschijnen | Datum van binnenkomst | Hoogste positie | Aantal weken | Opmerkingen                      |
| ------------------------------------------------------------- | --------------------- | --------------------- | --------------- | ------------ | -------------------------------- |
| Hit the big time                                              | 1974                  | 16-03-1974            | 16              | 5            | Nr. 17 in de Daverende 30        |
| Let your hair hang down                                       | 1974                  | 13-07-1974            | 5               | 9            | Nr. 5 in de Nationale Hitparade  |
| Teeny bopper band                                             | 1974                  | 23-11-1974            | 10              | 8            | Nr. 8 in de Nationale Hitparade  |
| Seven-eleven                                                  | 1975                  | 12-07-1975            | 12              | 6            | Nr. 21 in de Nationale Hitparade |
| The stealer                                                   | 1975                  | 11-10-1975            | 18              | 5            | Nr. 26 in de Nationale Hitparade |
| Remember september                                            | 1976                  | 22-05-1976            | 20              | 4            | Nr. 26 in de Nationale Hitparade |
| Here we go                                                    | 1976                  | 06-11-1976            | 22              | 7            | Nr. 23 in de Nationale Hitparade |
| Disco njet vodka da                                           | 1977                  | 15-10-1977            | tip10           | -            |                                  |
| Schoolgirl                                                    | 1978                  | 23-12-1978            | tip18           | -            |                                  |

| Single met hitnotering(en) in de Vlaamse Ultratop 50 | Datum van verschijnen | Datum van binnenkomst | Hoogste positie | Aantal weken | Opmerkingen                 |
| ---------------------------------------------------- | --------------------- | --------------------- | --------------- | ------------ | --------------------------- |
| Let your hair hang down                              | 1974                  | -                     |                 |              | Nr. 8 in de Radio 2 Top 30  |
| Teeny bopper band                                    | 1974                  | -                     |                 |              | Nr. 14 in de Radio 2 Top 30 |
| Seven-eleven                                         | 1975                  | -                     |                 |              | Nr. 26 in de Radio 2 Top 30 |
| The stealer                                          | 1975                  | -                     |                 |              | Nr. 23 in de Radio 2 Top 30 |
| Remember september                                   | 1976                  | -                     |                 |              | Nr. 19 in de Radio 2 Top 30 |
| Here we go                                           | 1976                  | -                     |                 |              | Nr. 22 in de Radio 2 Top 30 |